# Castelões (Tondela)
Castelões é uma povoação portuguesa sede da Freguesia de Castelões do Município de Tondela, freguesia com 16,89 km² de área e 1414 habitantes (censo de 2021), tendo, por isso, uma densidade populacional de 83,7 hab./km².

## Demografia
A população registada nos censos foi:
| Distribuição da População por Grupos Etários | Distribuição da População por Grupos Etários | Distribuição da População por Grupos Etários | Distribuição da População por Grupos Etários | Distribuição da População por Grupos Etários |
| -------------------------------------------- | -------------------------------------------- | -------------------------------------------- | -------------------------------------------- | -------------------------------------------- |
| Ano                                          | 0-14 Anos                                    | 15-24 Anos                                   | 25-64 Anos                                   | > 65 Anos                                    |
| 2001                                         | 222                                          | 229                                          | 879                                          | 438                                          |
| 2011                                         | 172                                          | 129                                          | 749                                          | 492                                          |
| 2021                                         | 121                                          | 124                                          | 654                                          | 515                                          |

## Património
- Estação de arte rupestre de Alagoa
- Igreja de São Salvador (matriz)
- Santuário do Imaculado Coração de Maria
- Capela de Múceres
- Quinta da Cruz
- Vila de Rei
- Portela
- Trecho de calçada romana